# فهمي إدريس
فهمي إدريس (بالإندونيسية: Fahmi Idris)‏ هو سياسي إندونيسي وماليزي، ولد في 20 سبتمبر 1943 في جاكرتا في إندونيسيا. حزبياً، نشط في حزب العمال (إندونيسيا).